# Gujrat
Gujrat (in urdu: گُجرات) è una città del Pakistan sulle rive del fiume Chenab.
Capoluogo del Distretto di Gujrat e del Tehsil di Gujrat nella regione del Punjab, ha una popolazione stimata di circa 738.000 abitanti. Le principali fonti di sostentamento sono l'agricoltura, l'artigianato e la piccola industria.

## Geografia fisica
Gujrat sorge a 13 m s.l.m. tra la sponda destra del fiume Chenab ed il fiume Jhelum, a nord della pianura del Punjab pakistano, in prossimità del confine con l'India.

## Storia
La città si è sviluppata intorno alla fortificazione eretta dal Mogol Akbar nel 1580. Nel 1849 vi fu combattuta una battaglia che destituì dal potere i Sikh dalla regione del Punjab e ne permise l'annessione britannica.

## Società

### Evoluzione demografica
Secondo il censimento del 1998 la popolazione totale del distretto di Gujrat è 2.048.008, di cui 1.026.000 sono maschi e 1.022.000 sono femmine, con una densità di popolazione di 642 persone per chilometro quadrato. Oltre il 25,62% della popolazione è stato registrato come urbano.

## Economia
L'economia della città si basa oltre che sull'agricoltura, sulla terracotta producendo ceramiche di qualità e la produzione di eleganti narghilè.
Ne completano il quadro la piccola industria tessile, manifatturiera e la produzione di mobili in legno di fine fattura.

## Infrastrutture e trasporti
La città è collegata alle città di Lahore e Peshawar attraverso la Grand Trunk Road, una tra le più antiche e più lunghe strade del Sud dell'Asia costruita dal sultano Sher Shah Suri della Dinastia Suri.